# Дунаевский, Зиновий Осипович
Зино́вий О́сипович Дунае́вский (1908—1981) — советский композитор. Заслуженный деятель искусств Украинской ССР.
Автор песен и эстрадной музыки, бо́льшую часть своей творческой жизни посвятил Донбассу. Автор знаменитого «Шахтёрского вальса». Сотрудничал с донецким поэтом С. Р. Цвангом.

## Биография
Родился 17 (30) декабря 1908 года в г. Лохвица Полтавской губернии (ныне Полтавской области Украины). Брат И. О. Дунаевского.
В 1929 году окончил Харьковскую консерваторию по классу композиции С. С. Богатырёва. С этого же года брал уроки у М. Ф. Гнесина в Москве.
В 1938—1939 годах — организатор и музыкальный руководитель Шахтёрского ансамбля песни и пляски Донбасса, в 1940—1944 годах — художественный руководитель Центрального ансамбля песни и танца НКВД СССР.
В годы Великой Отечественной войны был художественным руководителем ансамблей 2-го Украинского и Забайкальского фронтов.
В 1958—1964 годах — художественный руководитель ансамбля песни и танца «Моряна» в Астрахани, в 1964—1969 годах — шахтёрского ансамбля песни и танца УССР «Донбасс» в Донецке. Член КПСС с 1953 года.
Умер в 1981 году. Похоронен на Калитниковском кладбище.

## Звания и награды
- орден Отечественной войны II степени (14.10.1945)
- орден Красной Звезды (11.05.1945)
- орден «Знак Почёта» (24.11.1960)
- медали
- Заслуженный деятель искусств УССР (1954).